# Pipunculus campestris
Pipunculus campestris är en tvåvingeart som beskrevs av Pierre André Latreille 1805. Pipunculus campestris ingår i släktet Pipunculus och familjen ögonflugor. Arten är reproducerande i Sverige. Inga underarter finns listade i Catalogue of Life.